# نیروگاه چابهار
نیروگاه چابهار (چابهار، کیلومتر ۱۵ جاده چابهار - ایرانشهر، بهره‌برداری ۲۵ مرداد ۱۳۸۹)، یکی از نیروگاه‌های ایران از نوع گازی با ظرفیت تولید ۳۱۸ مگاوات است که شامل ۲ واحد گازی ۱۵۹ مگاواتی مدل V94.2 است.
قرار است در آینده یک واحد بخش بخار سیکل ترکیبی به ظرفیت ۱۶۰ مگاوات اضافه شود که پس از اجرای آن ظرفیت کل نیروگاه به ۴۷۸ مگاوات خواهد رسید. به همین دلیل در بعضی رسانه‌ها نیروگاه سیکل ترکیبی چابهار نیز خوانده می‌شود.
سوخت این نیروگاه گاز طبیعی و سوخت پشتیبان نفت گاز (گازوئیل) است. پست برق این نیروگاه ۲۳۰ کیلوولت است.
با راه‌اندازی این نیروگاه، امکان صدور برق به پاکستان وجود دارد.
کارفرمای پروژه، سازمان توسعه برق ایران، مشاور کارفرما در این پروژه شرکت مهندسین مشاور قدس نیرو و ناظر کارگاهی، شرکت تارا نیرو سپاهان بود و پیمانکار اصلی این پروژه شرکت مپنا بود.
پیش‌تر این نیروگاه، یک نیروگاه گازی قدیمی ۱۰۰ مگاواتی شامل ۴ واحد ۲۵ مگاواتی بود که توسط شرکت مپنا نیروگاه جدید در این مکان احداث شد.

## روزشمار ساخت و هزینه نیروگاه
عملیات اجرایی ساخت نیروگاه از ۲۸ فروردین ۱۳۸۵ شروع شد که حدود ۲۳ ماه به طول انجامید و اولین واحد آن ۱۰ اسفند ۱۳۸۷ و دومین واحد ۱۳ اردیبهشت ۱۳۸۸ سنکرون شد، آخرین واحد نیز ۲۵ مرداد ۱۳۸۹ به صورت دائم تحویل کارفرما شد.
سرمایه‌گذاری این نیروگاه بالغ بر ۶۶ میلیون یورو و ۳۳ میلیارد تومان ارزی و ریالی است.

## شرکت صنایع برق و انرژی صبا
شرکت صنایع برق و انرژی صبا از زیرمجموعه‌های بنیاد مستضعفان است. این شرکت از سال ۱۳۸۳ شروع به فعالیت در صنعت برق از طریق مشارکت بخش خصوصی کرده‌است. اکنون این شرکت به همراه یازده شرکت زیر مجموعه خود و در اختیار داشتن چندین نیروگاه بزرگ کشور به عنوان یکی از شرکت‌های معظم و فعال در این حوزه به حساب  می‌آید.
اکنون این شرکت با تولید برق در نیروگاه‌های چابهار، خرمشهر، خرم‌آباد، زرگان اهواز، علی‌آباد کتول، قم و زنجان، بیش از ۴۱۰۰ مگاوات برق (تا سال ۱۳۹۳) را به شبکه سراسری عرضه می‌نماید.